# 美洲华侨反帝大同盟
美洲华侨反帝大同盟是1927年四一二事件后，在美国旧金山部分中国留学生施滉等人创办的美国华侨群众组织“美国华侨与中国革命大同盟”，以美国社会最底层的华人苦力劳动者为对象，在费城创办支部。宗旨是团结爱国侨胞，声援国内爱国反帝运动。于1927年底在旧金山油印出版了不定期机关刊物《先锋》。1930年，中国革命大同盟改组为“美洲华侨反帝大同盟”（All America Alliance of Chinese Anti-Imperialists），在纽约设立总盟。 九一八事件后，1931年9月21日，大同盟召开了紧急会议决定向国联呼吁制止日本对华侵略。9月24日，大同盟决定组织“华侨拒日救国后援总会”，后援总会的工作主要有三个：抵制日货、通过广泛的宣传让更多的华侨和美国人了解日本帝国主义侵略中国真相并参加到运动中来、为马占山将军捐款。
1930年4月3日，大同盟机关报：铅字排版的《先锋》周报在纽约正式创刊。在美国《工人日报》社印刷，每期8开8页。1934年上半年改为半月刊《先锋》，之后又改称《先锋报》。在报社先后担任负责人的有施滉、李道煊、张报、徐水英、何植芬、余光生等。发行范围很广，遍及五大洲各地华人圈子。1938年初，《先锋报》与从巴黎迁往纽约的《救国时报》合并，由此改名为《救国日报》（纽约版）。
抗日战争爆发后，大同盟多次在美国各地举办各界爱国侨团组织、美国反战团体参加的援华群众大会，包围日本驻美代表机构的示威大会，积极为国内抗日募捐。加拿大共产党员白求恩赴华支援抗战的旅费、医疗器械费用就是由大同盟募捐。